# Gian & Giovani (álbum de 1993)
Gian & Giovani é o quarto álbum da dupla sertaneja Gian & Giovani, lançado em 1993. Com produção de César Augusto, arranjos de Piska, Pinocchio e Martinez, em 1993 é lançado o álbum “Gian & Giovani Vol.4” com 13 faixas, o último trabalho da dupla a ser lançado pela Chantecler/Warner, conquistando mais uma vez a aprovação do público.     
Sucessos como “Sai Dessa Coração” primeiro single trabalhado nesse quarto trabalho da dupla, foi bastante executada, seguida de “Faz de Conta” versão do compositor Carlos Colla da música “L’Italiano” composta originalmente no idioma italiano por C. Minellono e S. Cutugno, podendo citar também algumas como: “Meu Coração Só Quer Você”, "Cansei De Namorar A Solidão", “Meto O Pé Na Porta”, "Agora Sei Que Eu Te Amava" dentre outras.

## Curiosidades
- Entre os anos de 1993 e 1994, a dupla participou de vários programas musicais da rede globo. Em especial, no dia 24/08/93 participaram do Som Brasil em Campinas SP, juntamente com Leandro & Leonardo, Chitãozinho & Xororó, Zezé Di Camargo & Luciano e Chrystian & Ralf. Nesse show, aconteceu a memorável junção de todas as duplas, interpretando a clássica "Estrada da Vida" de Milionário & José Rico.[2]

- A canção "Antes Da Chuva Voltar A Cair" foi lançada somente para a versão em CD.[3][4]

## Faixas
| N.º            | Título                                                                              | Duração |  |
| 1.             | "Sai Dessa Coração" (Carlos Randall / Jefferson Farias)                             | 3:42    |  |
| 2.             | "De Que Planeta Você Veio" (Elias Muniz / Fátima Leão)                              | 3:29    |  |
| 3.             | "Meto o Pé Na Porta" (César Augusto / Reinaldo Barriga)                             | 3:58    |  |
| 4.             | "Você Vai Me Perdoar" (Lucas Robles / Roberto Merli)                                | 4:09    |  |
| 5.             | "Agora Sei Que Eu Te Amava" (Carlos Colla / Elias Muniz)                            | 3:45    |  |
| 6.             | "Meu Coração Só Quer Você" (Elias Muniz / Fátima Leão)                              | 3:28    |  |
| 7.             | "Cansei de Namorar a Solidão" (César Augusto / Piska)                               | 4:03    |  |
| 8.             | "Faz de Conta (L'Italiano)" (adaptado por Carlos Colla / C. Minellono / S. Cutugno) | 4:02    |  |
| 9.             | "Grão de Areia" (César Augusto / Reinaldo Barriga)                                  | 3:00    |  |
| 10.            | "O Silêncio da Lua" (Marco Camargo / Roberto Merli)                                 | 3:53    |  |
| 11.            | "Será Que Sou Culpado" (José Antonio / Ivone Ribeiro / Joel Marques)                | 3:55    |  |
| 12.            | "Antes da Chuva Voltar a Cair" (César Augusto / Beto Surian)                        | 3:37    |  |
| 13.            | "Dois Irmãos" (Marco Camargo)                                                       | 4:01    |  |
| Duração total: | Duração total:                                                                      | 39:37   |  |

## Ficha Técnica
- Gerência Artística Sertaneja: Paulo Rocco
- Produção Executiva: Paulo Henrique
- Produção Artística: César Augusto
- Estúdio: Gravodisc - 24 canais - SP
- Arranjos e Regências: Maestro Pinocchio, Piska, Evencio R. Martinez
- Supervisor de Áudio: Élcio Alvarez Filho
- Técnicos de Gravação: Carlos Villaça, Élcio Alvarez Filho
- Mixagem: Élcio Alvarez Filho
- Foto: Aki Morechita
- Direção de Arte: Oscar Paolillo
- Masterização Digital: Élcio Alvarez Filho, Silvio Luis Richetto